# Беневоли, Орацио
Орацио Беневоли, Беневоло (итал. Orazio Benevoli, Benevolo; 19 апреля 1605, Рим — 17 июня 1672, там же) — итальянский композитор эпохи барокко.

## Биография
Родился в Риме в семье кондитера французского происхождения. В 1617-23 гг. служил в церкви святого Людовика Французского, где изучал грамматику и латынь, а также учился музыке у Винченцо Уголини и Лоренцо Ратти. Был капельмейстером капеллы Санта-Мария в Трастевере (с 1624г), затем в церкви Святого Духа в Сассии (с 1630 г.). В 1644-46 гг. работал в Вене при дворе эрцгерцога Леопольда. В 1646 г. в Риме руководил капеллой папской базилики Санта-Мария Маджоре, в 1646-72 гг. — одной из капелл в соборе св. Петра.
Орацио Беневоли сочинял преимущественно церковную музыку — мессы и мотеты (на тексты псалмов, библейских песней и прочих проприальных текстов). Уже при жизни стяжал славу достойного последователя Палестрины.
От Палестрины и венецианской школы Беневоли унаследовал многохорность (четыре и более хоров, т.наз. «колоссальное барокко»). Влиянию венецианской школы также приписывают использование в его церковной музыке инструментов. Вместе с тем стиль Беневоли принадлежит уже совершенно другому времени и имеет со стилем Палестрины мало общего — имитационная полифония занимает в его музыке относительно небольшое место (как в мотете на антифон комплетория «Miserere mihi Domine»), уступая место гомофонии с присущей этому складу опорой на мажорно-минорную тональность (как в мессе «Azzolina»).
Беневоли долгое время приписывалась грандиозная 53-голосная месса, которая, как полагали ранее, была написана «молодым гением» (Беневоли было бы тогда 23 года) и исполнялась при освящении Зальцбургского собора в 1628 году. Современный исследователь Э.Хинтермайер показал, что в 1628 г. на празднество освящения храма в Зальцбурге исполнялась другая месса, а «Зальцбургская месса» принадлежит не Беневоли, а какому-то неизвестному композитору, возможно, Г. И.Ф. фон Биберу.
Беневоли не публиковал свои крупномасштабные произведения. Часть их была издана в XX в. в серии «Monumenta liturgiae polychoralis sanctae ecclesiae Romanae» (Рим, 1950—1963, Триест, 1964—1966), остальные разбросаны по библиотекам в виде рукописей.
В числе его учеников Эрколе Бернабеи и Томазо Бай. Умер 17 июня 1672 года, в возрасте 67 лет.

## Сочинения

### Мессы
- Angelus Domini, 12vv (1643)
- Missa Victoria, 16vv (1643)
- In angustia pestilantiae, 16vv (1656)
- Si Deus pro nobis, quis contra nos, 16vv (1660)
- Ecce sacerdos magnus, 12vv (1661, авторство спорно)
- In diluvio aquarum multarum, 16vv (1661)
- Tu es Petrus, 16vv (1666-67)
- Maria prodigio, 16vv
- Onde tolse amor, 12vv
- Sine nomine, 16vv
- Tiracorda, 16vv
- Missa Benevola, 16vv
- Missa Azzolina, 10vv
- Missa Mattei, 10vv
- Missa pia, 10vv
- Raggio celeste, 10vv
- Servire deo regnare est, 10vv
- Missa Bruxellensis, 23vv
- Amo Deum, 9vv
- Missa Marsilia, 9vv
- Dum complerentur, 16vv

### Мотеты
- Miserere mihi Domine
- Dixit Dominus (Ps. 109)
- Laetatus sum (Ps. 131)
- Ecce terremotus (Ecce terrae motus)

### Прочие
- Магнификат